# Созополь
Созополь (Созопол, болг. Созопол, грец. Σωζόπολις, тур. Süzebolu) — місто у південно-східній Болгарії.
Розташоване на кількох невеликих півостровах у південній частині Бургаської затоки. З населенням 4317 чоловік, за даними перепису станом на 1 лютого 2011 року, він розташований у Бургаському районі і є адміністративним центром муніципалітету Созополь.
Він є спадкоємцем грецької колонії Аполлонія і разом з Несебром є одним з найстаріших болгарських міст. З давніх часів до 17 століття Созополь — процвітаючий торговий центр. Він відомий як рибальський і винний центр і займає важливе місце в торгівлі зерном з Фракії. З кінця античності місто розвивалося як важливий церковний центр з багатьма середньовічними монастирями.
Завдяки своєму культурному та історичному минулому, з збереженою архітектурою 18-19 століття, його пляжами та щорічним святом мистецтва «Аполлонія» Созополь приваблює багатьох туристів сьогодні.

## Географія

### Розташування
Созополь розташований на узбережжі Чорного моря, в південній частині Бургаської затоки, в 35 км на південь від Бургаса. Місто ділиться на Старе і Нове місто, серед яких є і Морський сад. Старе місто розташоване на невеликому півострові Скамний, межує між затокою Созополь і затокою Кореною. Скамний з'єднаний штучною набережною і молом з островом Святий Кирик площею 80 гектарів, розташованому в 250 м на північний захід від Созополя. Північна частина півострова закінчується мисом Скамні і південна — мисом Харманіт. Уздовж Кореної затоки на півострові Колокіта є новітня частина міста — квартал Харман. Півострів Колокіта і бухта Каваці позначають південний кордон міста.
Острів Святого Івана і невеликий острів Святого Петра розташовані в Созопольській бухті.

### Рельєф
Територія Созополя належить до головного геоморфологічного Мідноридсько-Странджанського регіону, зокрема до двох його субрегіонів — Мідноридського і Босненського. Структурно територія характеризується комплексом морських терас, сильно розчленованої берегової лінії і численними лиманами, з чергуванням пологих берегів із середніми і малими пляжами. Берегова лінія відрізняється великим розчленуванням, а великі пляжі в межах міста — Центральний або Північний пляж і Харманіт. Близько третини останнього пляжу займають піщані дюни. Півострів між затоками має важкодоступні миси і багато підводних і надводних скель.

Область на захід від міста характеризується наявністю східних та північно-східних схилів, розчленованих глибокими ярами. На південний захід від міста знаходиться гора Бакирлик з висотою 376 м, що є найвищою частиною Мідного хребта.

### Клімат
Клімат у Созополі та регіоні знаходиться між вологим субтропічним кліматом і Середземноморським, з відносно теплими, але вітряними зимами (середня тепмпература січня +6  °C) і довгим, теплим літом (середня температура +27 °C). Чорне море і повітряні маси з Середземного моря є головними фаторами формування клімату. Переважають зимові північно-західні і південно-західні вітри, які майже вдвічі перевищують середню швидкість по країни. Це робить територію непривабливою для рекреаційних заходів протягом холодного півріччя. У теплу половину року (квітень-вересень) переважають східні вітри, пов'язані з щоденним морським бризом. Хоча з меншим кліматичним впливом, нічний бриз (від суші до моря) є одним з характерних кліматичних факторів. Його середня швидкість (1-2 м/с) значно нижче денного вітру (3 — 6 м/с). Прилеглий морський басейн визначає цілорічну високу вологість. Область характеризується низькою кількістю опадів і тривалими посухами (17 — 28 днів влітку і восени, 14 — 15 днів взимку і навесні).

### Захищені території
На території Созополя було оголошено декілька заповідних територій для охорони вимираючих видів тварин і рослин.

## Історія

### Назва
Перша назва міста, надана грецькими колоністами при його створенні — це Антея. Пізніше вона була змінена на Аполлонію на честь давньогрецького бога Аполлона, захисника емігрантів, також шанованого як бога-цілителя. Для того, щоб відрізнятися від інших названих міст Аполлонія існувала в той час як Аполлонія Іллирийська або Аполлонія Мідроніорум. Місто відоме ще своїм пояснювальним епітетом Понтіка, тобто Чорноморська (на давньогрецькій мові -Ἀπολλωνία Ποντική) або Магна, Велика.
З пізньої античності Аполлонія відома як Созополіс (грецькою Σωζόπολις, новогрецькою Σωζόπολη, Созополі, на кафаревуса Σωζόπολις, Созополіс, перекладається як Місто порятунку, звільнення чи зцілення). В генуезьких портуланах (морських картах), випущених після 13 — го століття місто було згадане з іменами '''Sizopoli, Sizopoli, Sinopolis,''' Susopori, Suxopori, Gisopoli, Gixopoli і Grisopoli.
Під час османського періоду назва була змінена на турецьку Сизеболу або Сизеболі. Після Визволення надається болгарська форма Созополь.

### Античність

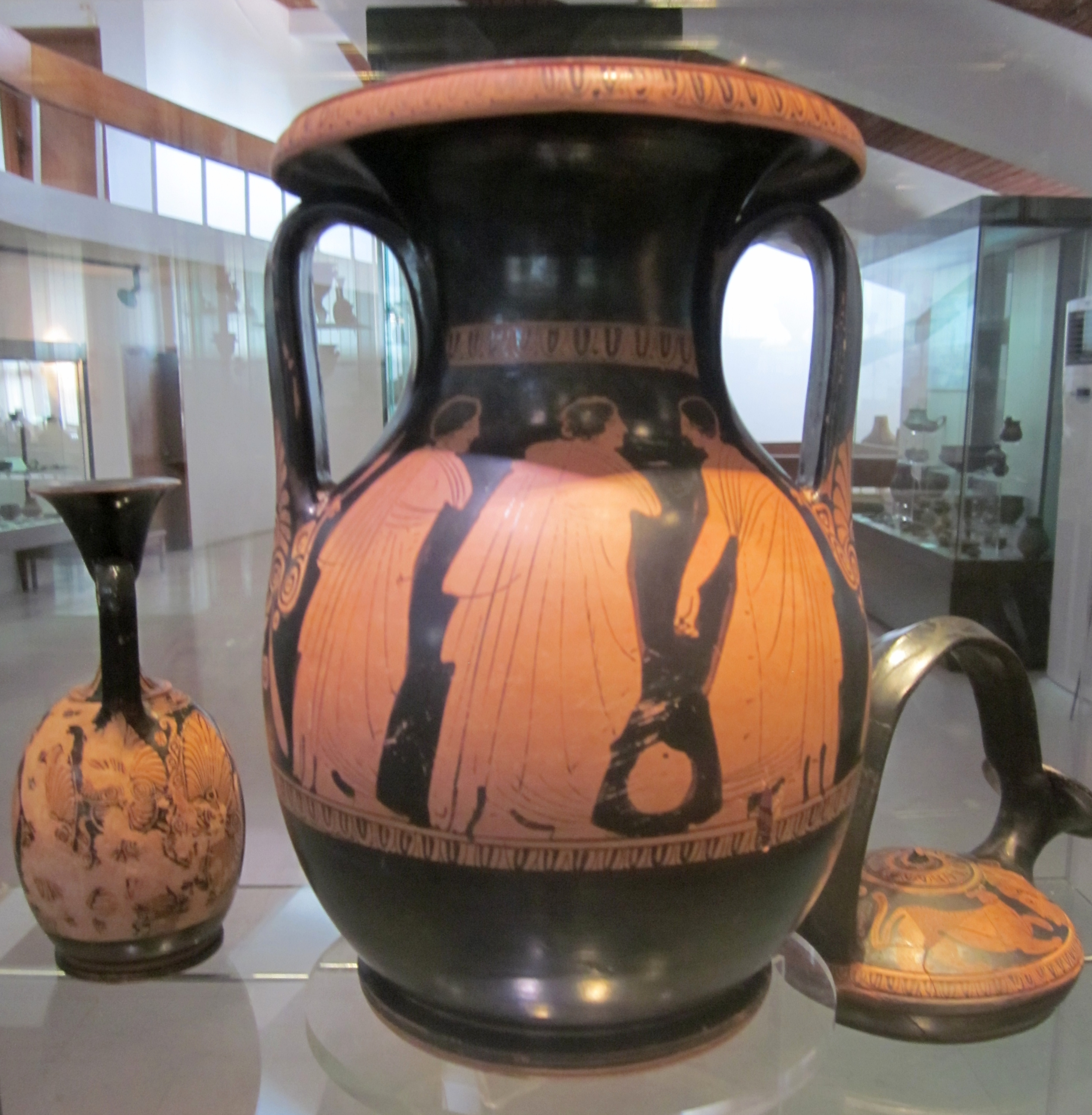
Червона кераміка, Археологічний музей

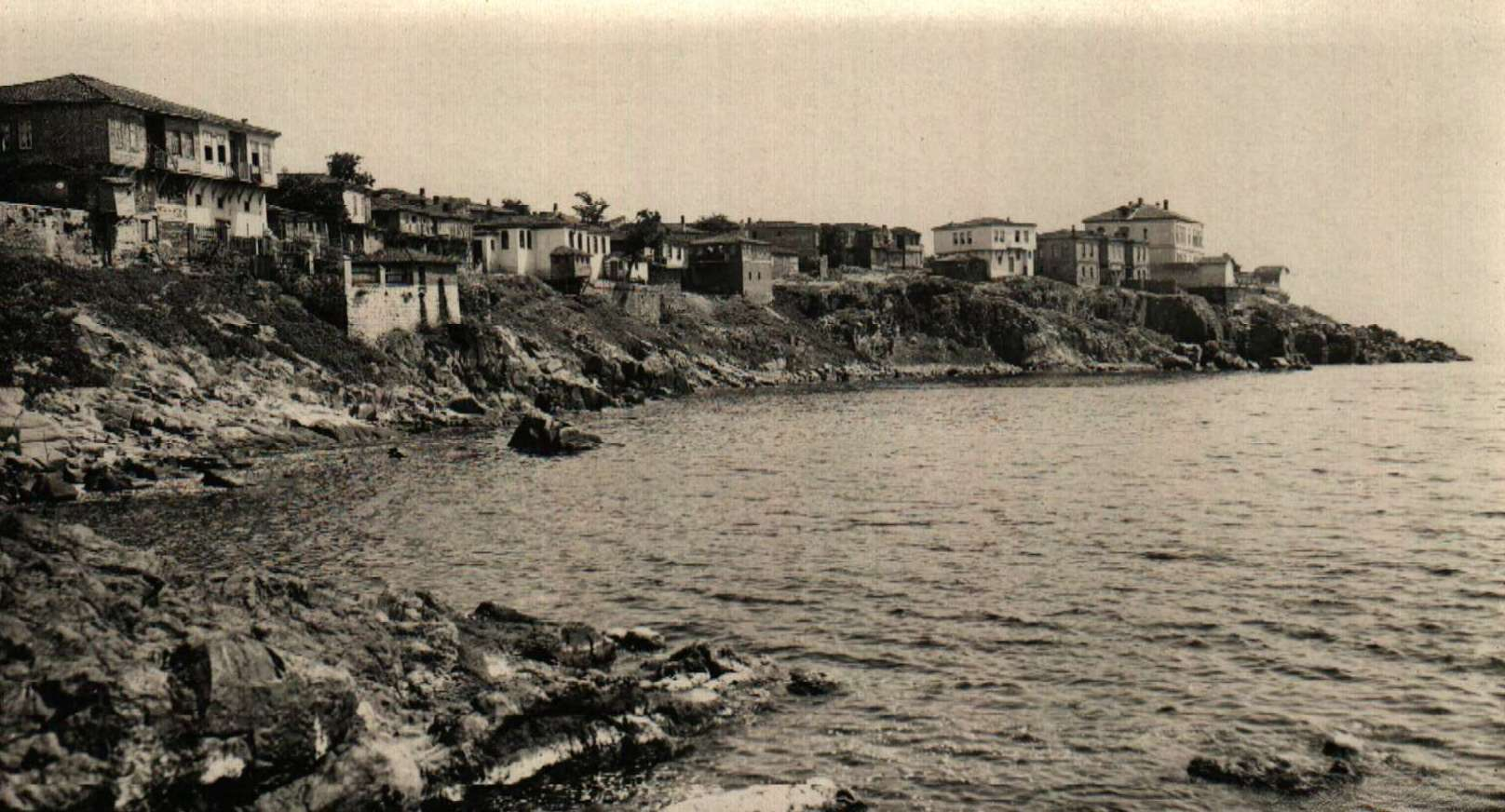
Вид на Созополь, 1931

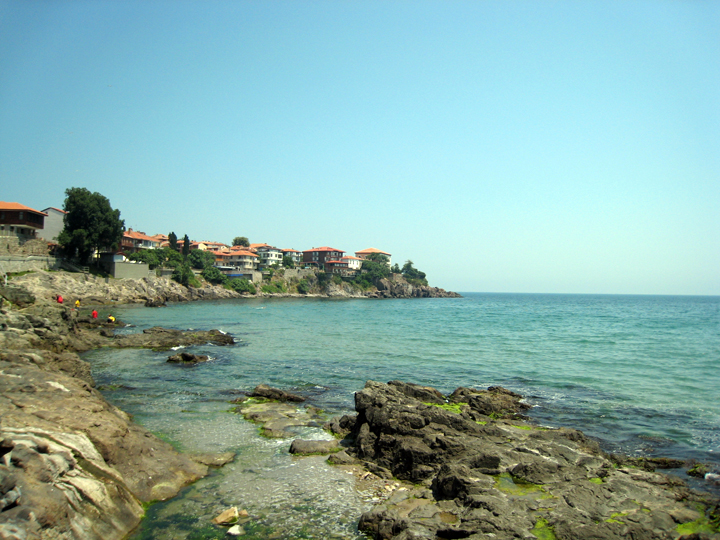
Вид на Созополь, 2007

Созополь — найстаріше місто на болгарському узбережжі Чорного моря. Найранішнім поселенням в цьому районі було селище кінця 5 ст. до н. е. Спочатку це були рибалки, землероби, скотарі і ковалі, які збирали руду з сусіднього Мідного хребта. Селище продовжувало розвиватися протягом раннього бронзового віку, а його мешканці торгували бронзовими сплавами в Чорному та Егейському морях. Підводні дослідження в акваторії порту показують залишки реліктових жител, керамічної посуди, кам'яних та кістяних знарядь з бронзи. Наприкінці 2 і на початку 1 тис. до н. е. на чорноморському узбережжі оселилися фракійці. За словами Геродота, на території Созополя мешкало фракійське плем'я скірміад, відомі як досвідчені ковалі, які підтримували торгові відносини з усім Егейським світом. З того часу у Созопольській затоці знайдені численні кам'яні якорі, що свідчять про їх активне плавання.
У 620 р до н. е. на місці фракійського поселення, Мілет емігранти заснували грецьку колонію під назвою Антея. Колонія зростала, а поліс, пізніше перейменований в Аполлонію, став важливим торговим і портовим центром. Стратегічне розташування дозволило йому оволодіти підходом до сировини чорноморськоЇ Фракії та Странджи, а також відігравати посередницьку роль у торгівлі між Афінським морським союзом, полісами в Середземномор'ї та племінними фракійскими союзами.
Комерційний вплив Аполлонії у Фракії базується на союзі з правителями Одриського царства, укладеного в 5 столітті до нашої ери. Поліс підтримує активні зв'язки з великим грецьким полісом Мілетом, Афінами, Корінфом, Гераклеєм Понтійським, Родосом, Хіосом, Лесбосом, Єгиптом та іншими. З кінця 6 ст. до н. е. Аполонія починає карбувати власні монети. Активна морська торгівля та судноплавство також визначають прийняття якоря як емблеми полісу, який карбується на монетах.
Конкуренція зі створеною через сто років мегарською колонією Месемврія призвела до створення созопольської колонії Анхіало. Розташована на південь від Месемврії, вона мала обов'язок охороняти доступ до бухти Бургаса, через яку мегарини намагаються торгувати з фракійцями. Крім стратегічної важливості, Анхіало також багатий на підводні соляні відкладення. Активний видобуток солі в античності підтверджується змінами морського дна в бухті.
Аполонії вдалося зберегти свою незалежність під час військових походів Філіпа II Македонського (342—339 рр. до н. е.) і Олександра Македонського (335 р. до н. е.)
Багате місто стає центром високорозвиненого мистецтва. У місті був великий храм Аполлона. Його точне розташування невідоме, мабуть, на острові Кирик, але тут точно була 12-метрова статуя Аполлона, зроблена афінським скульптором Каламідом.
У 72 р. до н. е. римський проконсул Марк Лукулл, бере місто і забирає з собою статую Аполлона зі святилища і розміщує його на Капітолії в Римі. Статуя була переплавлена після прийняття християнства як офіційної релігії Римської імперії. Хоча місто занепадає і здає провідну роль в регіоні Анхіало і Деултум, воно відновлюється, будучи відомим в римському світі з епітетом Магна (Велика).

### Середньовіччя
Після поділу Римської імперії в 395 р. н. е. область сучасного Созополя входить в межі Східної Римської імперії. За часів імператора Анастасія (491—518) навколо міста були побудовані фортеці, які використовувалися в наступні століття, і багато з них перебудовувалися. Місто у 4-го столітті — важлива фортеця в глибинці Константинополя, розташоване на Віа Понтіці.
У 812 році, під владою болгарського хана Крума, Созополь входить до Болгарії, але, як і інші чорноморські міста, часто повертається до візантійських володінь і в кінцевому підсумку завойовується Тодором Святославом. У середні віки Созополь зберігав статус регіонального і єпископського міста, визнавався як один з найважливіших християнських центрів на Західному Причорномор'ї з монастирями Св. Іоанна Пророка, Святих Кіріка і Юліта, Св. Анастасія на однойменних островах, Св. Миколая в сучасному місті Чорноморець, і монастирями Св. Іоан",Св. Апостоли і Св. Богородиця.
У 1366 році під час походу графа Амадея VI Савойського на болгарське узбережжя Чорного моря (1366—1367) місто було захоплене і продано Візантії. У 1453 році після тривалої облоги, і незважаючи на допомогу венеціанських і генуезьких кораблів, місто потрапило в османські руки.

### Османський період
У 17 столітті Созополь часто був об'єктом піратських набігів (в основному козаків). У 1629 році всі монастирі і церкви в місті були спалені і зруйновані турками. Внаслідок спустошення, Созополь втратив свою провідну роль в регіоні.
Під час російсько-турецької війни 1828—1829 рр. 16 лютого 1829 р. Созополь був захоплений військово-морським десантом під керівництвом контр-адмірала Михайла Кумані і став тимчасовою базою чорноморського флоту росіян у допомозі ополченню місцевого грецького і болгарського населення. Після підписання Адріанопольського мирного договору Созополь повернувся до Османської імперії, а частина населення покинула місто з виведенням російських військ.
Церкви і багато будинків з дерева і каменю збереглися з 18-го і 19-го століть, створюючи архітектурний вигляд сучасного Созополя. Старовинні ікони і дерев'яні іконостаси являють собою кращі досягнення того часу.

### Після Визволення
Пізніше місто стало великим рибальським центром на болгарському узбережжі Чорного моря, і було створено Рибальську школу для підготовки кадрів для сучасної риболовлі і для військово-морських сил.

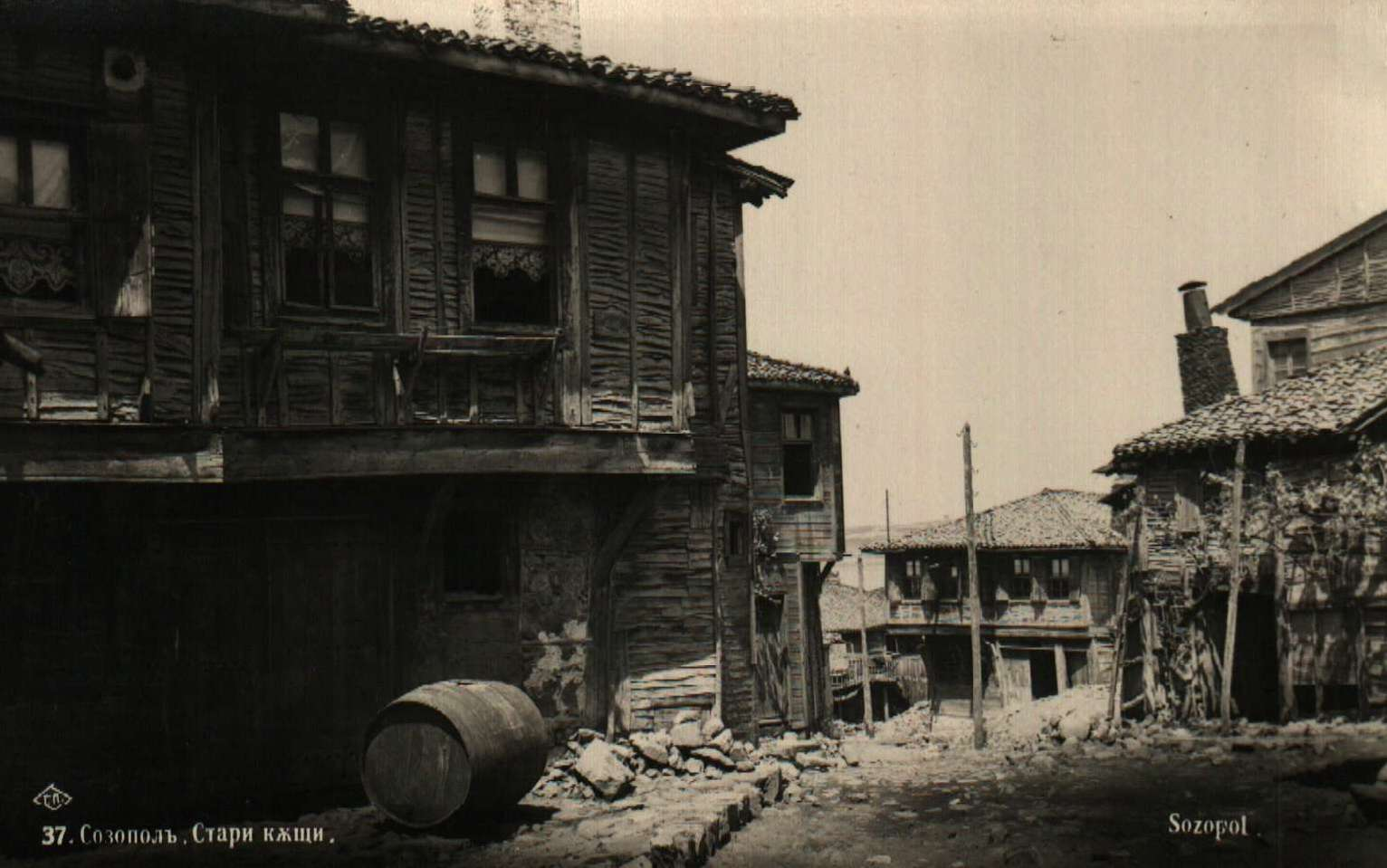
Созополь, 1931

Василь Мітаков, який був суддею в місті на початку 20-го століття, пише:
|  | Будинки старі, звітшалі, вулиці вузькі, з бруківки; нужники – на вулиці; неяких дворів. Населення поділяється на бідних (барадаранів) і багатих (плуісів). Вони живуть тільки з рибальством і виноградарством. Їх найбільший дохід, однак, з рибальства, яким здобувають скумбрію і сушать її... У місті немає води. Її завозять мулами.... Населення дуже добре, хоча грецьке надто фанатично як для нас, болгар. Вони вважалися нащадками більш благородного народу, великого минулого, великої культури, і вони дивилися на нас як на селян, як на орачів і пастухів. Вони одягалися не так, як наші чоловіки і жінки, завжди з кращим смаком. Манери взяли не звідси, а з Константинополя, Афін, Волоса і Пірея. В усьому місті було лише кілька десятків болгар, які були чинними чиновниками, які вийшли на пенсію і виїхали жити тут. |

Після антигрецьких погромів в Болгарії в 1906 р. пройшли Загоричанські розправи, грецькі церкви і школи були закриті і відчужені, а резиденція єпархії була перенесена в Василіко, а потім в Стамбул. У 1906 р. Созополь відправив 1045 греків, які оселилися в основному в Фессалії.
Частина грецького населення Созополя, що емігрувала в 1930-х роках, заснувала грецьке село Созополь в Халкідіках.
У 1974 році старе місто було перетворено на архітектурний та археологічний заповідник Стародавній Созополь.

## Археологічні дослідження
Початок археологічних розкопок в районі сьогоднішнього Созополя стався у 1904 р., коли французька команда на чолі з французьким консулом в Пловдиві Деграном вирушила в Созополь, щоб шукати стародавню Аполлонію Понтіку. Результати розкопок були опубліковані археологом Жоржем Сьором в 1924 році у французькому журналі «Revue Archeologico». Виявлені античні артефакти були передані в Лувр у Парижі. Серед них пофарбовані античні вазони родосько-іонічного типу з XVII—XIX ст. до н. е., позолочений вінок фракійського правителя, прекрасний вапняковий бюст 3-го століття до н. е.
Деякі з найзначніших розкопок були проведені в період між 1946 і 1949 рр. під керівництвом Івана Венедикова і результати були опубліковані в збірнику «Аполонія».
У 2010 році в старій частині міста відбулися великі археологічні розкопки, що призвели до відкриття та реставрації східних і південних фортечних стін, південних фортечних воріт, середньовічних митних точок, керамічних і металургійних печей, ливарних цехів. Взимку 2011—2012 рр. команда болгарських археологів під керівництвом Цоні Дражевої і Димитра Недева відкриває на південній фортеці одну церкву, базиліку і стародавній християнський некрополь. З 2012 року розкопки проводилися спільно з французькими фахівцями.
На початку 2012 року французькі археологи виявили великий заміський особняк в урочищі «Месаріте».

## Населення
У наведеній нижче таблиці наведені дані для населення Созополя за вказаний рік і до відповідної території, яку воно займала на той час, дані перебувають у переписах (¹), оцінках (²) або статистичних даних відповідних державних установ (³).
| Рік    | Мешканці |
| ------ | -------- |
| 1934 № | 3079     |
| 1946¹  | 3195     |
| 1956¹  | 3257     |
| 1956¹  | 3257     |
| 1965¹  | 3427     |

| Рік      | Мешканці |
| -------- | -------- |
| 1975 №   | 3880     |
| 1985 ¹   | 4439     |
| 1992 № 1 | 4550     |
| 2000 ³   | 3617     |
| 2001 № 1 | 4358     |

| Рік    | Мешканці |
| ------ | -------- |
| 2007 ³ | 5396     |
| 2009 ³ | 5410     |
| 2011 № | 4317     |

## Релігія

### Язичницький період
У стародавній Аполлонії культ бога Аполлона займає центральне місце. Вже під час заснування міста на його честь був побудований перший храм. Там у другій чверті 5 ст до н. е. була розміщена бронзова статуя Аполлона, виготовлена Каламідом висотою у 30 локтів. Храм був побудований на честь Аполлона Йетроса (Целітеля) і згадується в трьох стародавніх написах і зображений на монетах. У околицях міста вшановувалася богиня родючості Кібела.

### Християнство
Стародавня Аполлонія — перше з місць на Балканському півострові, де проникає християнство. Згідно з легендами, апостол Андрій, по дорозі до Скіфії, перетинає Аполлонію, де спочатку проповідує. Є впевненність, що в 4 столітті на місці центрального храму Аполлона була побудована церква "Св. Кірік і Юліта. Інші святилища язичників також поділяють її долю. Так на місці святилища Деметри і Персефони будується в наступні століття монастир «Апостолів і 20 000 мучеників».
У 4 столітті місто згадується як частина єпархії Деултум і Созополіс, столиця якої знаходиться в Деултумі. Її єпископи беруть участь в Вселенських Соборах в 431 років в Ефесі, в 451 р. в Халкидоні, в 680/81 рр. в Константинополі і в 787 р. в Нікеї. Ця єпархія втратила незалежність 7 — го сторіччя. До 14 -го століття вона була під єпархією Гемімонт в центрі Адріанополя. Тільки після закриття архиєпархії Пегаї в 1354 році, її останній єпископ Теодоріус отримує в якості компенсації новостворену в тому ж році Созопольську єпархію. Нова єпархія підпорядковується митрополиту і безпосередньо підпорядковується Константинопольському патріарху.
Через піратські набіги на південно-західне узбережжя Чорного моря та втечу його корінного населення в 1623 році Константинопольський патріархат об'єднав єпархії Медеї і Созополя. Столиця нової єпархії залишається у великому Созополісі, назву якого продовжує нести.
Після руйнування 1629 року деякі з зруйнованих церков знову відновили. Прикладом є тринефна «Св. Богородиця» 15 століття. Здебільшого сьогоднішні церкви та каплиці були побудовані в 18-19 століттях, коли османські заборони на спорудження християнських храмів були послаблені.
У 1829 році єпархія була об'єднана з єпархією Агатополя під назвою Созоагатапольська єпархія.
З утворенням Болгарського екзархату в 1870 році Болгарська Православна Церква відновила свою незалежність, але деякі міста на західному березі Чорного моря, включаючи Созополь, залишаються під духовною владою патріархату Константинопольського патріархату.
У 1888 році разом з храмом «Св. Кирила і Мефодія» відкривається в місті перша болгарська церква.
Лише після грецьких погромів 1906 року митрополит Созопольський, Доротей, покинув місто, а єпархія переїхала до Царево, а потім до Константинополя. У 1917 р. єпархія була розпущена і Доротей був зміщений. Вже в тому ж році болгарська частина єпархії підключена до в Сливенської єпархії Болгарської православної церкви, сьогодні Созополь є частиною Бургаської духовної околиці.
У 2010 році під час археологічних розкопок середньовічного монастиря «Св. Іоана Хрестителя» на острові Св. Івана археологічна група на чолі з Казимиром Попконстантиновим відкрила релікварій з написом Іоана Хрестителя. Алебастрова реліквія містить частини руки, ліцевої частини черепа і зуб. За словами керівника експедиції Казимира Попконстантинова, виявлені реліквії належать Іоану Хрестителю і привезені в Созополь у 4 столітті з Константинополя, але дослідники з Оксфорда стверджують, що науково неможливо довести це упевненістю. Частинки досліджувалися вченими природознавства, які після аналізу ДНК довели, що це залишки чоловіка середнього віку, який жив на початку першого століття. Вони зберігаються в церкві «Св. Кирила і Мефодія».
У церкві Святого Георгія Побідоносця збереглися частинки, нібито Святого Хреста і мощі апостола Андрія, який, як вважають, був першим, хто проповідував християнство в регіоні. У той час як мощі дав вселенський Патріарх Варфоломій I, а фрагмент Святого Хреста — це знахідка в кирджалійськом монастирі Святого Іоана Продрома.

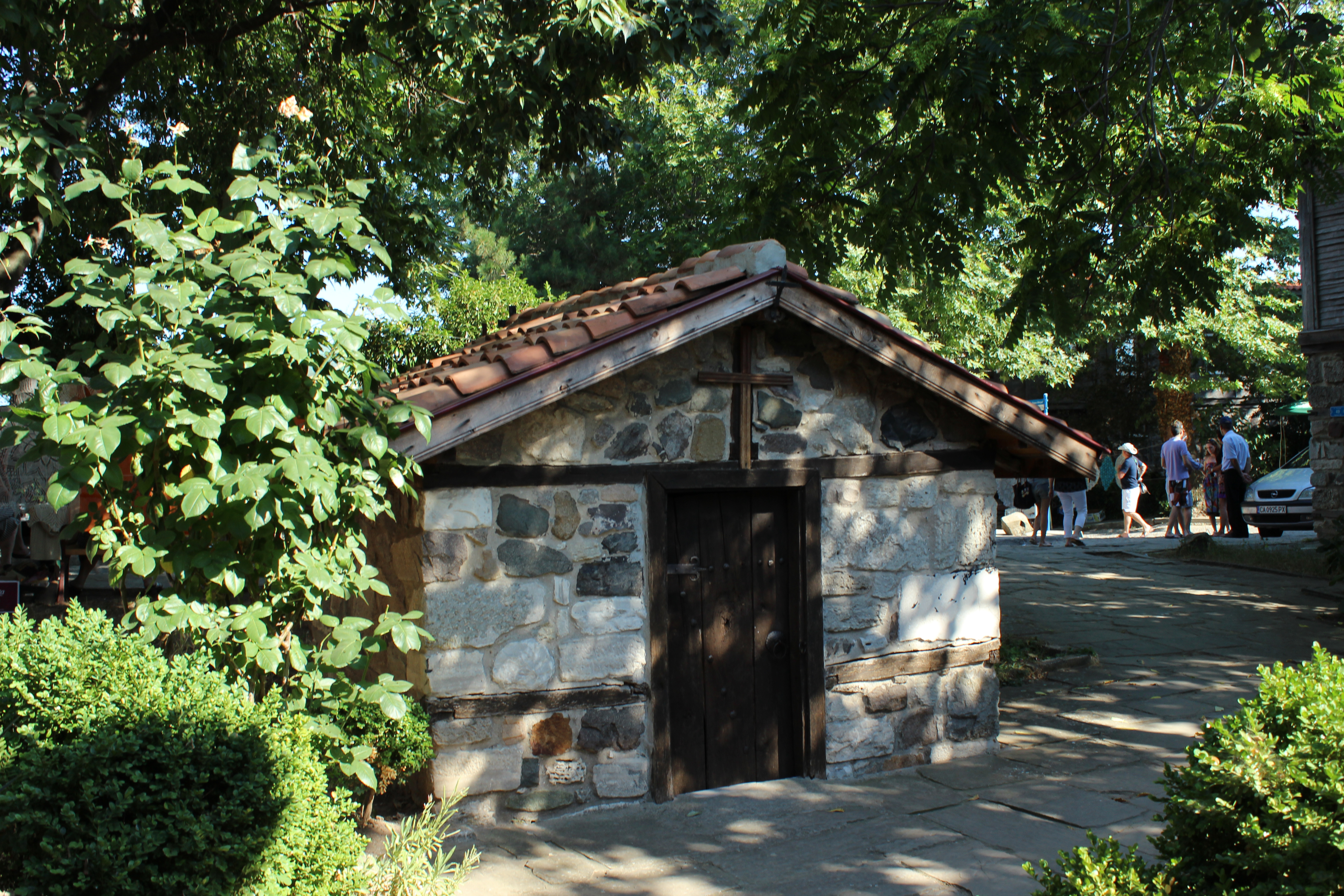
Каплиця «Ісус Христос»

Середньовічні церкви в Созополі були зруйновані османськими турками в XV—XVIII століття. На їх місцях християнське населення звело дрібні каплиці в XIX—XX ст. Їх налічуються близько 20, деякі з яких існують і донині: Св. Афанасія, Святий Димитра, Св. Миколая, Св. Миколая Чудотвореця, Св. Неділі та інші.

#### Монастир «Святі Апостоли»
Созопольський монастир «Святі Апостоли» розташований на північно-східній точці мису Скамні, де розташований Старий Созополь. До його відкриття, його існування було відомо тільки зі старих документів. Монастир був відкритий на початку 2011 року командою професора Божидара Димитрова.
Найбільшим відкриттям археологічної експедиції на чолі з доцентом Кристіною Панайотовою є монастирський храм. Це велика триневна базиліка довжиною 23 м і шириною 11,50 м, стіни якої до 1 м заввишки. Було виявлено водосховище, яке, ймовірно, було побудовано до самої церкви. Базиліка датується XII—XIII ст. Вважається, що вона функціонувала принаймні до 15-го століття. Церква має три входи із західного фасаду і по одному на півночі і півдні. У деяких місцях збереглася оригінальна підлога з різнокольорових мармурових плит. Рівень підлоги в деяких місцях піднімається пізньою кладкою цегли. На схід від центральної апсиди базиліки раніше була відкрита невелика каплиця.
У бокових будівлях храму і навколо нього був відкритий некрополь, який виник і використовувався в період XIII—XIX ст.
Найнижчі досліджувані шари, прямо на скелях, відносяться до часів стародавньої Аполлонії. Виявлені знахідки показують, що в період VI—III ст. до н. е. на мисі Скамні знаходилося святилище Деметри і Персефони.

## Політика

### Мер
На місцевих виборах 2015 року міський голова Созополя переобраний від партії ГЕРБ Панайот Рейзі.
Головою муніципальної ради Созополя є Красимира Іванова Германова.

## Економіка
Промисловість представлена виробництвом харчових продуктів (переважно переробка риби) та виробництвом деревини та виробів з неї. В останні роки спостерігається скорочення промислової риболовлі та переробки рибних продуктів. У цьому секторі на території Созополя діє ТОВ «Рибекс» з обробки рапанів, а також цех рибопереробного заводу ТОВ «Атлантик» — Бургас. Інші компанії, що працюють в цьому підсекторі — «Пасіфік стар» і «Дельта індустрі».

### Транспорт
Созополь не має доступу до болгарської залізничної мережі, а доступ до республіканської дорожньої мережі обмежений. Через Республіканську дорогу I-9, яка є частиною європейської дорожньої мережі і, зокрема, з дороги E-87, Созополь з'єднується з Бургасом на півночі та іншими чорноморськими містами на півдні.
Причал «Созополь» розташований на північ від Старого міста, у водах Созопольської затоки і має регіональне значення. Використовується виключно для пасажирських перевезень, дозвілля та подорожей, а також вантажів. Всього налічується сім морських портів і морська портова станція з ГКП та ДВЗ. Крім того, у місті є пристань для яхт і рибальських човнів.
Громадський транспорт до сусідніх міст Бургас і Софія забезпечується автобусами та маршрутками з автовокзалу Созополь, який розташований між Старим і Новим містом.

### Туризм

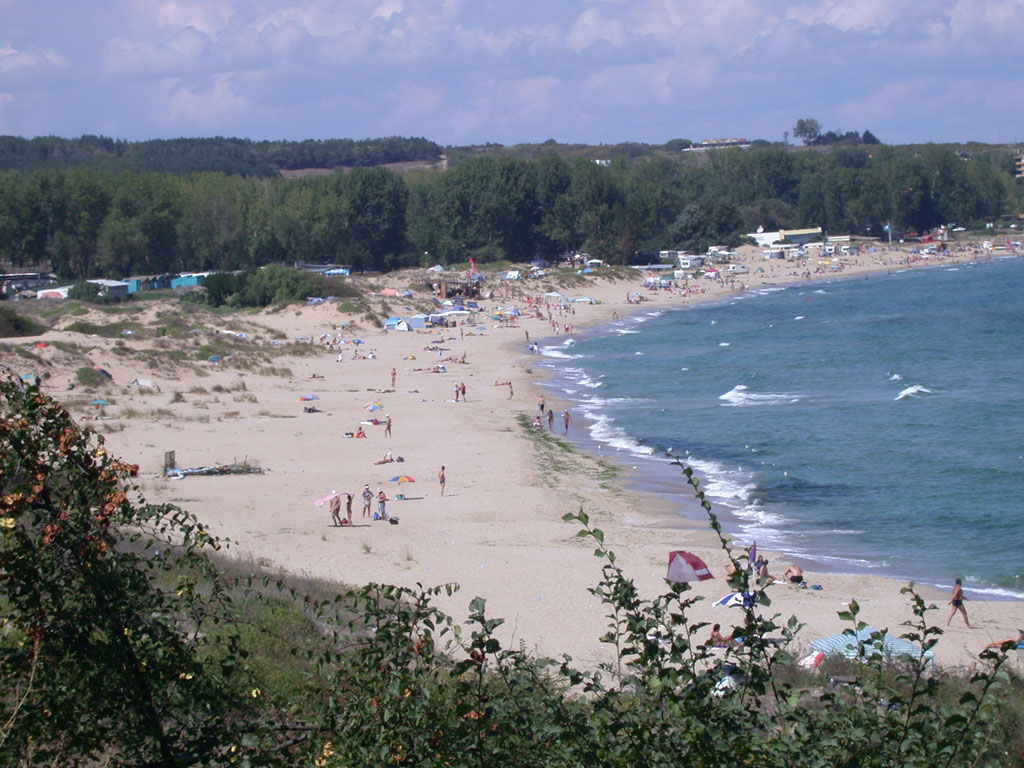
Кемпінг «Смоковниця»

Туризм є головним у економічній характеристиці новітньої історії Созополя. Місто і муніципалітет є важливим пунктом призначення на південному болгарському узбережжі Чорного моря. У безпосередній близькості від міста знаходяться кілька кемпінгів: «Сад», «Золота Рибка», "Каваці, «Веселіє» і «Смоковниця». Перші два, як і останні три, мають спільну берегову лінію, яка є одним з найбільших нудистських пляжів в Болгарії.

## Освіта
У Созополі діють 2 об'єднані дитячі заклади та середня школа.

## Охорона здоров'я
Охорона здоров'я в Созополі, як і в цілому муніципалітеті, здійснюється лише медичними установами амбулаторної допомоги, а лікарняну допомогу здійснюють лікарні обласного центру Бургаса. У Созополі розташований медичний центр «Св. Зосим», відділення невідкладної медичної допомоги, філії Бургаса — обслуговують 2 лікарі та 6 фельдшерів; 8 індивідуальних медичних практики та 6 стоматологів. У місті є дві аптеки.

## Спорт
Спортивні клуби на території муніципалітету представлені футбольним клубом «Созополь», гребним клубом «Созополь» і спортивним клубом фітнесу та культуризму «Кіборг».

## Культура

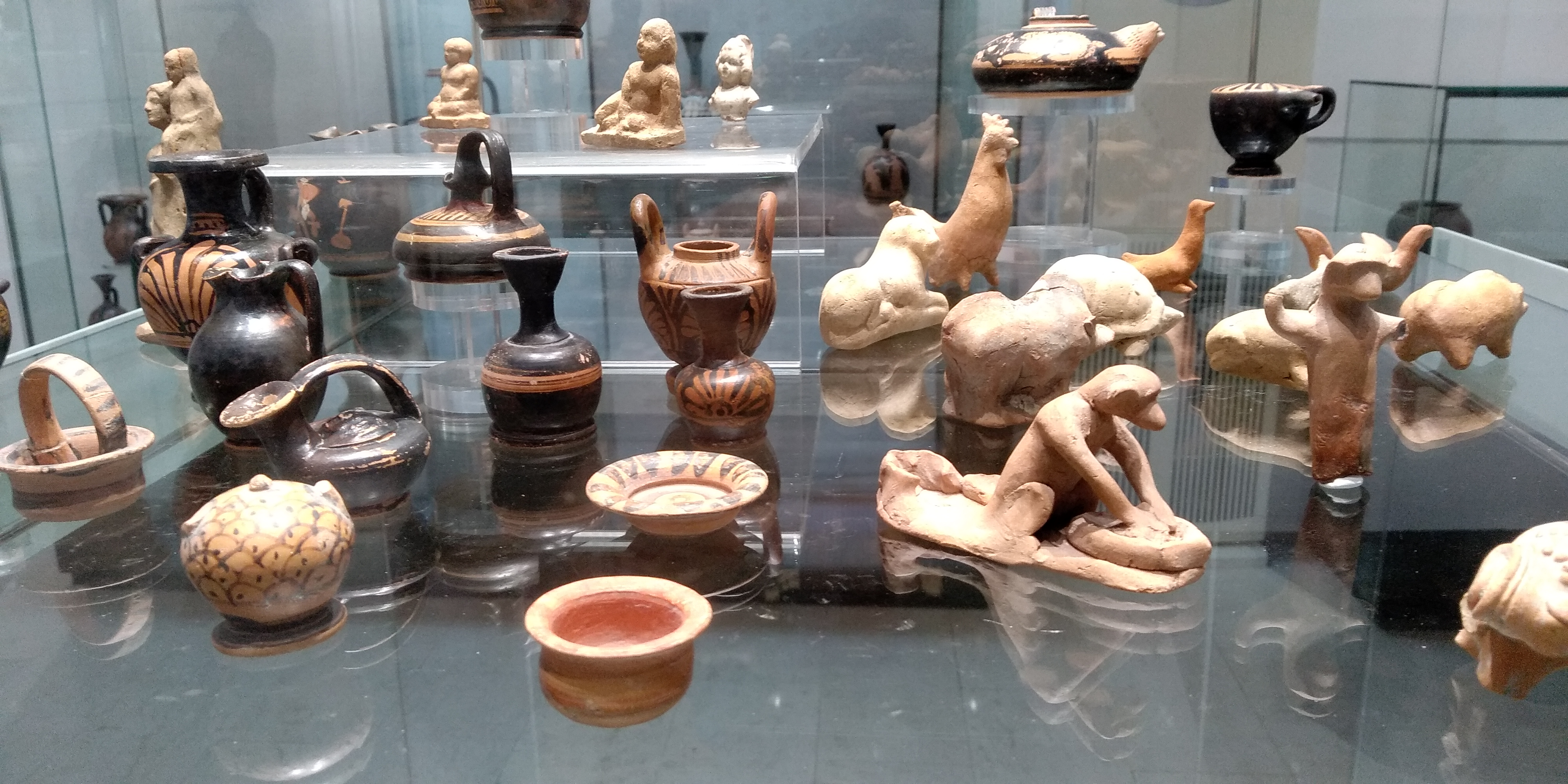
Археологічний музей в Созополі

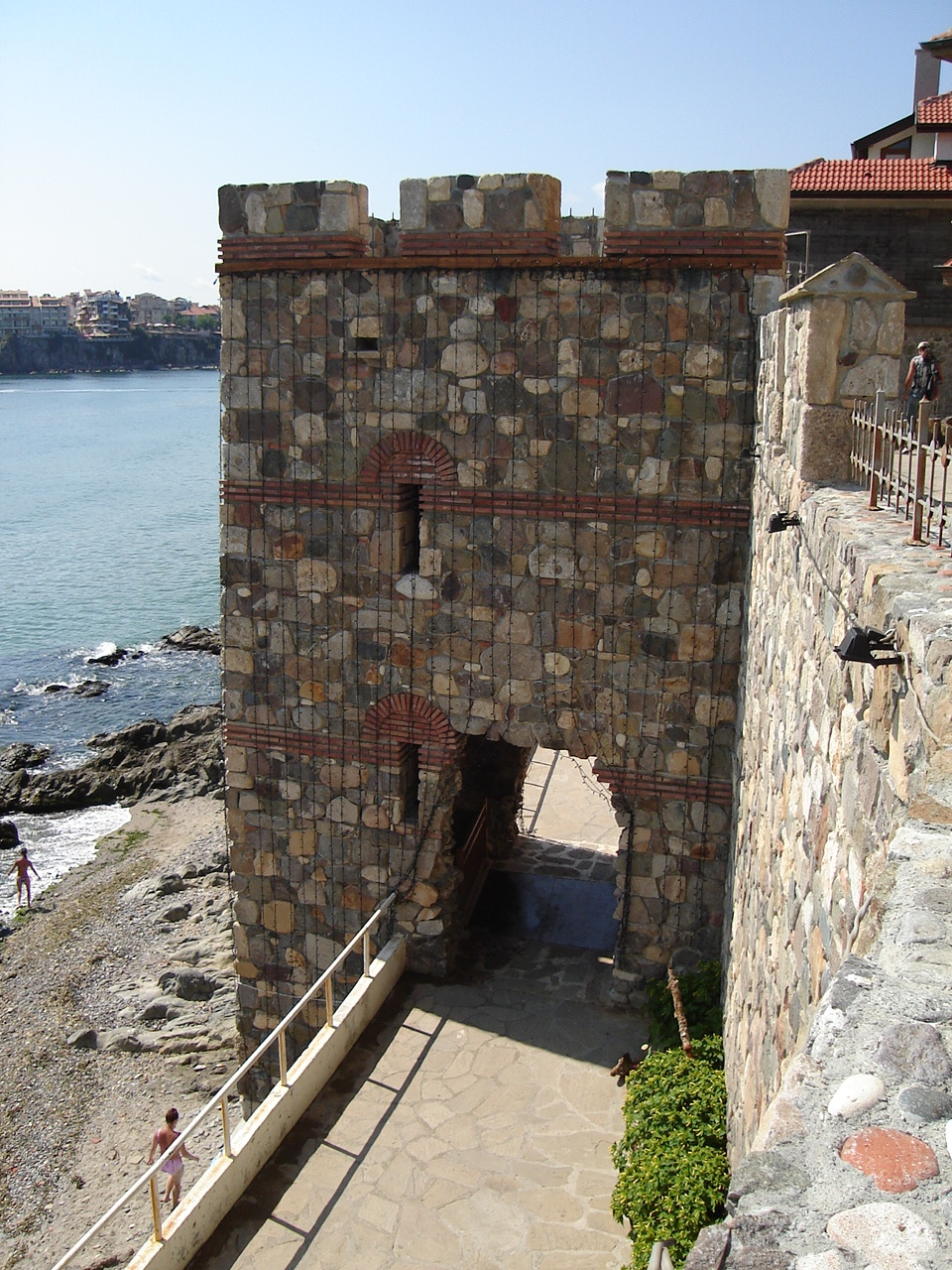
Залишки стіни фортеці

«Південна фортечна стіна і вежа»

### Читальний центр
У місто розташований читацький центр «Отець Паїсій». Він є одним з найактивніших у 11 муніципалітетах. Тут функціонує 9 творчих колективів: дитяча та жіноча танцювальні групи і театральна група, школа сучасного і класичного балету, художня школа, група старих міських пісень, фольклорна група, мовна школа.

### Музеї
У 1961 році Священний Синод надав будівлю церкви св. Кирила і Мефодія для створення музею, в якому можна було б зберігати та розкривати археологічні матеріали, знайдені в Созополі та його околицях. З серпня 1978 року музей був забезпечений залами та приміщеннями в Будинку культури. Музей має ряд унікальних витворів та артефактів, деякі з яких є доступними для громадських та наукових кіл у країні та за кордоном. Вона структурована у двох напрямках: археологія (5-е тисячоліття до н. е. — XVII ст. н. е.) і християнське мистецтво (18-19 ст.). У 2003 році за підтримки муніципалітету Созополь та НІМ (Софія) відбулася реконструкція виставкової площі та реквізиту. Оновлені наукові засоби — текстові дошки, карти, фотографії, схеми тощо. Археологічний музей в Созополі входить до складу 100 національних туристичних об'єктів Болгарського туристичного союзу — печатка знаходиться в музеї.
- Архітектурно-історичний комплекс «Південна фортечна стіна і вежа»

Будівля музейного комплексу розташована в південно-східній частині півострова Скамний, орієнтована на схід від Морського саду вздовж південної панорамної алеї трохи вище рівня Чорного моря.
- Художня галерея

Вона була створена в 1991 році. Розташована у будівлі старої школи, пам'ятника культури. Має 287 картин (головним чином живопис і графіку) і близько 40 скульптур наших і зарубіжних творців.
- Будинок-музей Олександра Мутафова

Почав діяти як такий у 1976 році. Офіційно відкритий для відвідування в 1981 році

### Історичні пам'ятки
- Архітектурно-археологічний заповідник Стародавній Созополь

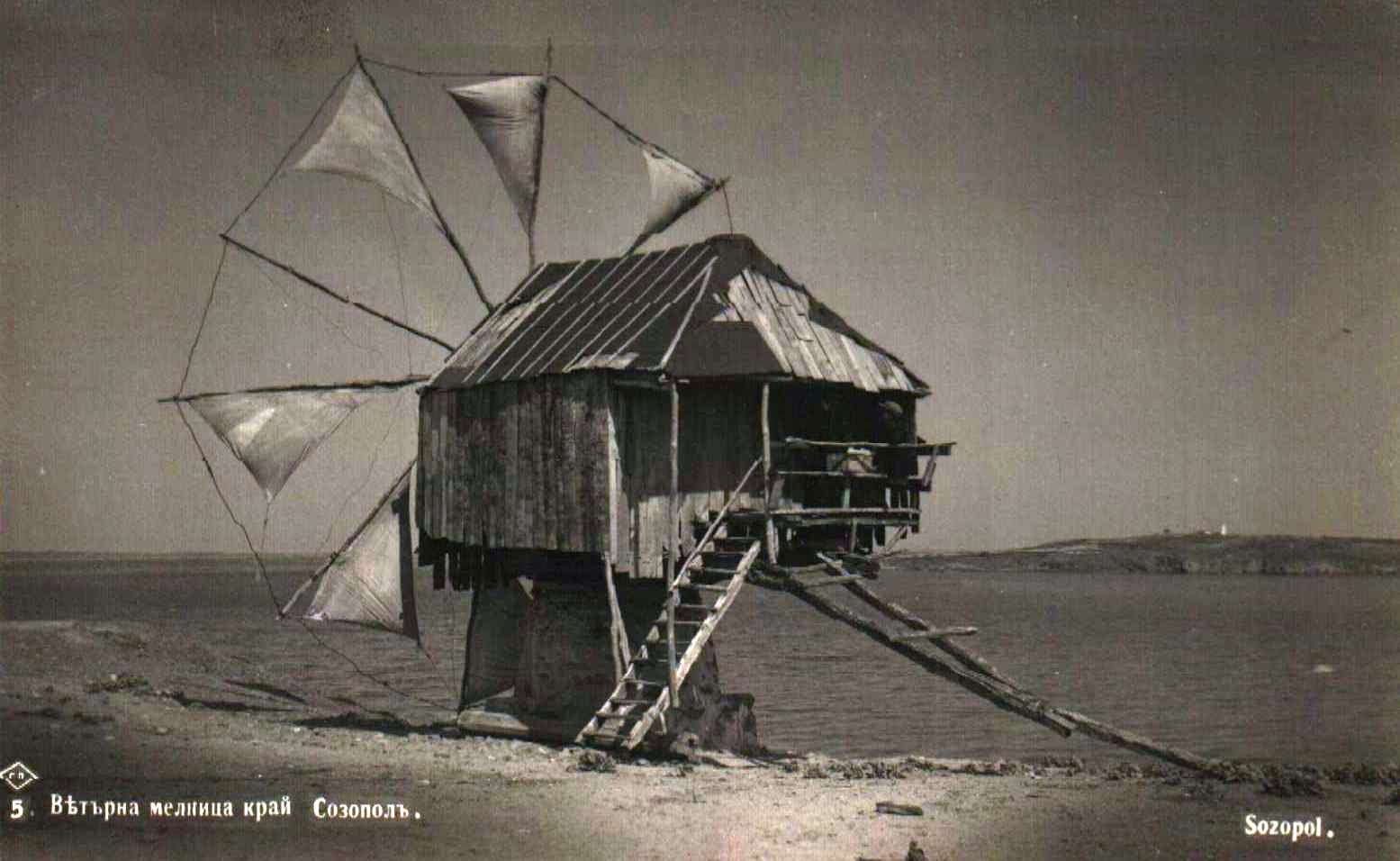
Вітряк біля Созополя.

Рішенням бюро ради міністрів № 320 від 7 вересня 1974 р. стара частина міста Созополь була оголошена «архітектурним та історичним заповідником». Вона охоплює понад 180 житлових будинків з автентичною ренесансною архітектурою XVIII—XIX століть, основна частина заповідника розташована на півострові Скамний.
- Фракійські фортеці в районі Мідного хребта

В XIII—XII ст. фракійці будують з суглинкового каменю без розчину оборонну лінію, що складається з фортів майже на всіх високих вершинах хребта. Найцікавішими є фортеці Атія, на горі Бакирлик, Лободово кале (близько 1,5 га) і Мале кале (близько 4 га, єдине, де регулярно їдуть археологічні розкопки в рамках програми «Странджа-Сакар».
- Фракійські надгробки

На висотах Мідного хребта і пагорбах навколо моря є багато тумулусів — сліди фракійських похоронних ритуалів. У минулому їх загальна кількість становила близько 1500. На сьогоднішній день їх збереглося менше, деякі з них археологічно досліджені.
- Стародавні некрополі

Сьогодні найвідоміші некрополі стародавньої Аполлонії Понтіки знаходяться у Морському саду і в урочищі Харманіте, Буджак (частково проведені рятувальні археологічні розкопки) і Кальфата (археологічні розкопки болгаро-французької команди).
- Фортечні стіни VI—XIV ст

Середньовічний Созополь оточений фортецею та вежами, побудованими за часів імператора Анастасія, близько 511 року. Вони були використані в наступні століття, і були відновлені і побудовані в багатьох місцях. Значні фрагменти висотою від 3 до 4 метрів захисних споруд ще збереглися. З 2003 року стіни фортеці були реконструйовані, збережені та популяризовані сегменти Південної фортечної стіни і Вартова башта.

## Регулярні події
- «Созополіс», що відбувається в кінці травня, на початку червня
- Созопольський фестиваль — «Липневий ранок», що відбувається 29 та 30 червня
- Міський фестиваль, 17 липня, відновився в 1992 році
- Свята Мистецтва Аполлонія — 1 вересня — 10 вересня

## Відомі люди
- Север Антіохійський (бл. 459 / 465—538) — відомий також як Север Газський, патріарх Антіохійський.
- Божидар Димитров (1945—2018 рр.), болгарський історик і політик
- Гіоргос Гунаропулос (1889—1977), грецький художник
- Любен Петков (1939 р.н.), болгарський письменник
- Святослав Шиваров (1944 р.), міністр сільського господарства та харчової промисловості (1996 р.)
- Славчо Чернишев (1924—2000), болгарський письменник
- Войно Войнов (1923 р.н.), колишній мер Варни

### Карти
- bgmaps.com
- [http://5ko.free.fr/bg/map.php?ime=Karta_Sozopol&goto=emapsbg%5Bнедоступне+посилання+з+червня+2019%5D emaps.bg]
- Wikimapia